# Country
 Der er for få eller ingen kildehenvisninger i denne artikel, hvilket er et problem. Du kan hjælpe ved at angive troværdige kilder til de påstande, som fremføres i artiklen.

Country og oldtime var oprindelig synonyme betegnelser for den samme musikgenre. I lighed med andre folkelige genrer som westernmusik, blues og gospel var der pladeselskaber i den tidlige pladeindustri, der fandt ud af at der var et publikum til denne musik og derfor indspillede den og udgav den i serier, som ofte bar prædikaterne "hillbilly music" eller "old time," sommetider "country."

## Musikkens rødder
Denne musik har sit hjemsted i de amerikanske sydstaters bjergkæde Appalacherne, der dækker staterne Kentucky, Virginia, Tennessee og Carolina, og hvis indbyggere kaldes hilbillies. Denne befolkning har levet meget isoleret, og gamle sange helt fra de første emigranter har derfor levet her fuldstændig uafhængig af påvirkning udefra. Især har det været irske emigranter, der slog sig ned her. Da pladeindustrien tog sin begyndelse med lakpladerne i starten af 1920'ernes opfandt man betegnelsen oldtime, fordi man mente det var de gamle tiders musik. Andre pladeselskaber kaldte det hilbilly musik eller country, der så blev den dominerende betegnelse med tiden, hvor oldtime overgik til at blive betegnelsen for 1920'ernes og 1930'ernes country. Blandt de første oldtimestjerner var Gid Tanner.

## De første stjerner
Sideløbende med oldtimemusikkens oprindelige stil blev der lavet mere polerede indspilninger af de gamle sange med bl.a. Bradley Kincaid, tilpasset et ikke-hilbilly publikum. Lige siden har countrymusikken haft de to spor: den "oprindelige" hilbillymusik i dens ligefremhed, og den mere tilpassede form.
Den første landskendte countrystjerne fremstod sidst i 1920'erne i form af en syngende lokomotivfører Jimmie Rodgers, der måtte opgive sit job som lokomotivfører på grund af tuberkulose, men så nåede at få en strålende pladekarriere inden hans sygdom tog livet af ham. Hans musik er meget præget af de farvedes blues, og af jodlen. I 1927 indspillede Carter Family og to dage senere Jimmie Rodgers det, der blev de første grammofonplader med countrymusik. Optagelserne skete i Bristol i Tennessee, og i 1998 blev denne by, ved en beslutning i USAs Kongres, erklæret som countrymusikkens fødeby.
Teksterne i denne tidlige periode var ofte om ulykkelig kærlighed og om outsidere som vagabonder, desperadoer, drankerne, spillerne og andre på siden af de gængse normer, men der var dog en anden strømning, der priste konservative værdier som familien og hjemmet.

## Udviklingen i Texas
Mod vest i Texas mødte en hel del hilbillier, der i 1930'erne var draget mod vest for at få arbejde på grund af Depressionen, den på det tidspunkt populære swingmusik, og de tog swingrytmerne til sig og kombinerede det med deres egen oldtime violinspil, hermed opstod western swing. Den kendteste udøver af denne stil var Bob Wills. Den blanding med andre populære musikformer blev gennemført i løbet af 2. verdenskrig, hvor de unge hilbillier blev indkaldt og mødte andre amerikanere og deres musik. Det blev nu svært at høre forskel på countrymusikken og tidens populærmusik, og som en slags protest mod dette fremstod Bill Monroe, der bibeholdt de gamle instrumenter, men raffinerede spillet på dem, og derved blev far til bluegrassmusikken.

## Honky-tonk og rock and rollkrise
Andre countrykunstnere opponerede mod den stigende udvanding ved at videreføre Jimmie Rodgers' bluesagtige stil. Flere og flere var flyttet ind til byerne, og nu dansede man ikke i laden eller på torvet, men på værtshusene, kaldet honky-tonks, og honky-tonkmusikken blev en realitet. Da musikken nu skulle spilles i værtshuslarm blev de elektriske instrumenter som elektrisk guitar og hawaii guitar taget i brug, og teksterne kom mere og mere – sideløbende med de klassiske temaer om ulykkelig kærlighed og outsiderne – til at handle om længsel efter landlivet og værtshusliv. Den mest populære udøver var Hank Williams, hvis tydeligt bluesinspirerede stil videreførte traditionen fra Rodgers, samtidig med at han blev forbillede for mange, der kom efter. En anden kendt sanger i denne stilart er Ernest Tubb.
Men countrymusikken kom i krise, da Elvis Presley i 1954 slog igennem og satte rock and rollbølgen i gang. Hilbilliernes musik blev spået en snarlig død, fordi de unge vendte den ryggen. Men de hvide kunstnere i denne genre havde ofte selv hilbilly-baggrund, og Elvis Presley selv havde et countrynummer på B-siden af samtlige singler, de blev spillet alternativt af radiostationer, der ikke ville spille rock, og en ny countrystil var født, den kaldtes rockabilly.

## Den følgende udvikling
Det var dog ikke alle, der syntes om denne indflydelse fra de farvedes musik, og mange hilbillier vendte sig mod den gængse pop.

### Nashville
Men i byen Nashville satte man ind på at nå et bredere publikum, og man lavede nu en lyd, der mere lignede den gængse populærmusik. En lille kreds af musikere satte sig sammen for at udvikle en speciel Nashville-sound, den talte bl.a. guitaristen Chet Atkins og pianisten Floyd Cramer og en række musikere, der spillede det nyopfundne instrument, pedal steel guitar. Denne lyd var en fornyelse, men stivnede snart. Man lagde mere strygere på og sangen blev blødere og mere glat. Det gjorde nu countryen til en landsdækkende populær musikform frem for en lokal tradition. En typisk repræsentant for denne stil er Jim Reeves.

### Vestkysten og "the outlaws"
Men parallelt med Nashville opstod i 1960'erne der i Californien byen Bakersfield hvor man dyrkede en mere ligefrem countrystil. Her fremstod sangere som Buck Owens, Johnny Cash og Merle Haggard, der fik tag i mange, der ikke brød sig om populariseringen af countrymusikken, og i kølvandet af deres hits opstod outlawbevægelsen, der søgte tilbage til det oprindelige og alligevel fornyede traditionen på deres måde bl.a. via inspiration fra rockmusikken og den moderne folkesang med Bob Dylan i spidsen. Den blev anført af sangere som Willie Nelson og Waylon Jennings. Da Bob Dylan selv gik country i 1969 med albummet Nashville Skyline dannede han forbillede for mange af de nye ambitiøse kunstnere, og da albummet "The Outlaws" 
blev udgivet med sangere som Willie Nelson, Waylon Jennings, Jessie Colter og Tom T. Hall var tonen slået an. En sangskriver som Kris Kristofferson, der hidtil havde ernæret sig ved at sælge sine sange til andre, fik mod til selv at indspille sine sange.
Det fik da yderligere skub, da country rocken holdt sit indtog, startende med Gram Parsons indtræden i The Byrds og med dem lavede albummet Sweetheart of the rodeo, der regnes for countryrockens start. Senere lavede han plader i eget navn og med The Flying Burrito Brothers inden han døde som kun 27-årig af et hjerteanfald. Der kom mange efterlignere, hvoraf det bedst lykkedes for The Eagles at opnå bred popularitet.

### Mod vor tid
Gennem hele countrymusikkens historie fortsatte det med spændingen mellem tilpasningen til pop-publikummet og fastholdelse af traditionen, der så kunne søge andre veje til fornyelse. Fastholdelse af traditionen er tit blevet kritiseret for at være museumsagtig, hvad der kan være rigtigt i nogen tilfælde.
En af de kendteste navne i nyere tid er Garth Brooks, der har et sceneshow hvor han tager alle kendte effekter fra rockens sceneshow i brug.
En anden, Dwight Yoakam er nærmere en videreførelse af outlaw-bevægelsen.
Der skal heller ikke glemmes Kinky Friedman, en jødisk sanger med meget originale tekster og som sideløbende med sin sangerkarriere skriver krimier.
Vi skal heller ikke glemme Steve Earle, der er en mand med mange ansigter i lighed med Bob Dylan, men han har især indført politiske kommentarer til countryteksterne.
Et eksempel på fornyelse uden at helt forlade countryen er sangskriveren John Hiatt, hvis sange foregår i et klassisk countryunivers, men fører det up-to-date, f.eks. hans "Across the Borderline" (indsunget af Willie Nelson), der handler om en flygtning – her har vi en outsidersang, men med en moderne form for outsider.

## Countrymusikkens damer
Countrymusikken havde en tendens til fra starten at være mændenes musik, for de outsidermiljøer som teksterne handlede om var udpræget mandemiljøer. Når man så kvinder i musikken, så var det som del af familiegrupper som Carter Family, hvor man lovpriste hjemmet og familien og kvinderne stod der som symboler på dette.
Men det begyndte at vende. Allerede i 1930'erne havde Patsy Montana et hit, I wanna be a cowboys sweetheart, hvor hun erklærer, at hun ikke bare vil sidde derhjemme og lave mad til sin mand, hun vil selv ride med ham og svinge lassoen.
Men det endelige gennembrud for kvindernes egen del af denne genre kom under honky-tonk musikken, hvor kvinderne ellers mest kom frem for at synge duet med mændene. Et af hitsene var Wild Side of Life, hvor Hank Thompson synger lidt selvmedlidende om den kvinde, der forlod ham for det vilde liv på værtshusene. Omkvædet lød:
I didn't know God made honky-tonk angels,
I must have known you'll never make a wife
You gave up the only one that ever loved you
and went back to the wild side of life.
På det tidspunkt var det skik og brug indenfor alle musikgenrer at man lavede sange, der var et svar på andre sange og indspillede dem. Denne sang fik et svar af en allerede rimelig populær sangerinde, Kitty Wells. Hun indsang en svarsang, hvor omkvædet lød:
It wasn't God who made honky-tonk angels
as you said in the words of your song.
Too many times married men think they're still single
That has caused many a good girl to go wrong.
Da Loretta Lynn hørte denne sang, blev hun inspireret til at skrive sine egne sang og tage til Nashville for at indspille. Her havde Patsy Cline allerede fået en stor stjernestatus med hendes egen fortolkning af Nashvilles lyd, og da de to mødte hinanden rejste Lorretta Lynn rundt med hende på turne, indtil en flyveulykke tog livet af Patsy Cline.
Lorretta Lynn sang nu sange, der handlede om kvindeliv tyve år før rødstrømpebevægelsen efterlyste noget sådant, og snart fulgte der andre efter. Kvinderne var ikke længere kun mændenes duetpartnere, de fik egen stjernestatus. En af de berømte blev meget snart Tammy Wynette, der tekstmæssigt gik meget i Loretta Lynns fodspor, men med meget vægt på problemer omkring skilsmisser, som hun selv oplevede fem af.
Flere sangerinder, der tidligere havde været duetpartnere for mandlige sangere startede nu en solokarriere. En af dem var Dolly Parton, der havde været duetsanger med Porter Wagoner. Hun viste sig hurtigt at være en stærk sangskriver. En anden duetsangerinde, Emmylou Harris, sprang også ud i det, i begyndelsen mest med andres sange, men siden kastede hun sig ud i selv at skrive sange. Fra countryrocken viste sig Linda Ronstadt, og en lang periode var det de tre, der havde status som countryens førstedamer. På et tidspunkt blev Dolly Parton mere pop og Linda Ronstadt mere rock, så Emmylou Harris kom til at stå som den store.
På den måde har kvinderne helt frem til i dag fået en stærk niche i countrymusikken. I dag domineres det af Shania Twain, der står for countrypoppen, der tilpasser sig den populære musik, og Gillian Welch, der søger tilbage til rødderne via et meget enkelt akkompagnement med to guitarer eller guitar og mandolin, ofte med tekster, der kommenterer aktuelle begivenheder.

## Country Pop
Country pop eller soft pop som det også kaldes, er en undergenre af countrymusikken. Den har rødder i bl.a. countrymusik, folkemusik og soft rock, og opstod i 1970'erne.
En af de sangere der var med til at starte country popmusikken var den amerikanske sanger John Denver som fra 1971 og til 1975 udgav en række sange, der blandede country- og folkrock-musikalske stilarter sange som bl.a. ("Rocky Mountain High", "Sunshine on My Shoulders", "Annies song", "Thank God I'm a Country Boy" og "I 'm Sorry "), han blev kåret til årets Country Music Entertainer of the Year i 1975.